# Borhidi Attila
Borhidi Attila (Budapest, 1932. június 28. – ) Széchenyi-díjas magyar botanikus, ökológus, egyetemi tanár, politikus, a Magyar Tudományos Akadémia rendes tagja. A növényrendszertan, az ökológia, a növényföldrajz és a környezetvédelem nemzetközi hírű tudósa. 1989 és 1992 között a Janus Pannonius Tudományegyetem Tanárképző Kara, 1992 és 1994 között az újonnan alakult Természettudományi Kar dékánja. 1997 és 2002 között az MTA Ökológiai és Botanikai Intézet igazgatója. Botanikai szakmunkákban nevének rövidítése: „Borhidi”.

## Életpályája
Középiskolai tanulmányait a cisztercita rend budai Szent Imre Gimnáziumában (1948-tól József Attila Gimnázium) végezte, ahol 1950-ben érettségizett. Bár eleinte írói, majd vegyészi pályára készült, végül az Eötvös Loránd Tudományegyetem Természettudományi Karának biológia–kémia szakára jelentkezett. Mesterei Andreánszky Gábor és Soó Rezső voltak. 1955-ben szerzett középiskolai tanári diplomát. Egyetemi doktori disszertációját 1958-ban védte meg. Diplomájának megszerzése után az ELTE Növényrendszertani Intézetének munkatársa lett, ahol 1977-ig dolgozott. Közben vendégkutató volt Párizsban és Kubában. Utóbbi helyen 1974 és 1994 között több mint hat évet töltött el. Részt vett a Kubai Tudományos Akadémia Botanikai Intézetének és a kutatóképzés megszervezésében. Az 1980-as években a tanzániai esőerdők természetvédelmi minősítését végző nemzetközi szakértő csoport tagja volt. 1978-ban került az MTA Ökológiai és Botanikai Kutatóintézetébe, amelynek igazgatóhelyettese lett. 1988-ban a Janus Pannonius Tudományegyetemhez került, ahol a növénytani tanszék vezetője lett egyetemi tanári rangban. 1989-ben távozott az MTA kutatóintézetéből. Ugyanebben az évben a Tanárképző Kar dékánjává választották, majd 1992 és 1994 között az általa szervezett, új Természettudományi Karon töltötte be ezt a funkciót. 1996-ban az egyetem és az MTA közös Növénytaxonómiai Kutatócsoportjának vezetője lett. 1997-ben pályázat útján megnyerte korábbi munkahelyének, az MTA Ökológiai és Botanikai Kutatóintézetének igazgatói posztját. Az intézetet 2002-ig vezette. 1999 és 2002 között Széchenyi professzori ösztöndíjas, 2004-ben Szilárd Leó professzori ösztöndíjas volt. Emellett 1982-től különböző országokban dolgozott UNESCO-szakértőként.
1964-ben védte meg a biológiai tudományok kandidátusi, 1976-ban akadémiai doktori értekezését. 1993-ban a Magyar Tudományos Akadémia levelező, 2001-ben rendes tagjává választotta. Négy alkalommal választották a Botanikai Bizottság elnökévé. Ezen kívül az Ökológiai, valamint a Természetvédelmi és Konzervációbiológiai Bizottság tagja, valamint a Pécsi Akadémiai Bizottságba is bekerült. 1993 és 1995 között a Tudományos Minősítő Bizottság tagja volt, 1994-ben a Magyar Akkreditációs Bizottság tagja és a Környezettudományi Bizottság elnöke lett. A londoni Linné Társaság rendes és a Kubai Botanikai Társaság tiszteleti tagja. Az Acta Botanica Hungarica című szakfolyóirat főszerkesztője lett. A Botanikus Kertek Nemzetközi Egyesületének szekcióelnöke és a Nemzetközi Geoszféra-Bioszféra Program magyar nemzeti bizottságának titkára számos nemzetközi kiadvány (Atlas Florae Europaeae, Vegetationskarte Europas, Annali di Botanica) szerkesztőbizottságának tagja.

### Közéleti pályafutása
A konzervatív Professzorok Batthyány Körének alapító tagja volt, később az egyesület felügyelőbizottságának elnökévé választották. 2004-ben lépett be a Fidesz – Magyar Polgári Szövetség pécsi szervezetébe. A pártban a zöld tagozat országos alelnöke, a kulturális tagozat Baranya megyei elnöke, valamint a pécsi szervezet alelnöke volt.
A 2006-os országgyűlési választáson a Fidesz és a KDNP közös képviselőjelöltje volt a pécsi Baranya megyei 2. számú egyéni választókerületében, de alulmaradt az MSZP jelöltjével, Szili Katalinnal szemben.

## Munkássága
Fő kutatási területe a növényrendszertan, az ökológia, a növényföldrajz és a környezetvédelem.
Az ELTE Növényrendszertani Intézetében elsősorban növénytársulástannal, a klíma–növény kapcsolattal, illetve a növényrendszertan egyes kérdéseivel foglalkozott. Kubai tartózkodása idején munkatársaival elkészítette Kuba vegetációs térképét és első növényföldrajzi monográfiáját. Kubai és tanzániai kutatóútjain több mint négyszázötven új virágos növényfajt, illetve hét új növénynemzetséget fedezett fel és írt le. Az MTA Ökológiai és Botanikai Kutatóintézetében a Budapest-környéki növényvilággal foglalkozott, illetve igazgatósága idején megszervezte az Ökológiai Központot és Hálózatot.
Kidolgozta a hazai növényvilág szociális magatartástípusait és bioindikációs mutatóit. Nevéhez fűződik  a zárvatermő növények rendszerezésére és osztályozására kialakított Borhidi-rendszer (1993) és az új molekuláris genetikai alapú fejlődéstörténeti rendszer kidolgozása (2007). 1992-től kutatja Mexikó flóráját.  Több mint félezer virágos növényfajt fedezett fel. Nevéhez fűződik a mai Pécsi Tudományegyetem Természettudományi Karának megszervezése, illetve oktatási programjának kidolgozása.
Több mint ötszáznyolcvan tudományos közlemény szerzője vagy társszerzője, emellett tizennégy önállóan, illetve tizenhat társszerzős könyve jelent meg. Munkáit elsősorban magyar, angol és spanyol nyelven adja közre.
Nagy operabarát és -szakértő; amikor pl. 1961-ben pár évre megalakult az ELTE Egyetemi Operaegyüttese, azonnal az együttes szervezőjének, a biológus egyetemi hallgató Rézbányai Lászlónak a segítségére sietett, a fellépéseken konferált, és énekesként többször önmaga is közreműködött (pl. Donizetti: "Don Pasquale", Pasquale-Malatesta kettőse, vagy mint "Csang herceg" Lehár "A mosoly országa" című operettjében).

## Családja
Nős, kétszer házasodott. Első házasságából egy leánygyermeke; második házasságából (Thúry Zsuzsanna) két leánygyermeke született.

## Díjai, elismerései
- Jávorka Sándor-emlékérem (1986)[2]
- Szafer-emlékérem (1986)[2]
- Pro Natura emlékplakett (1993)[2]
- Szent-Györgyi Albert-díj (1997)[2]
- Szent István Akadémia tagja (1999)
- Széchenyi-díj (2001)[2]
- A Magyar Köztársasági Érdemrend középkeresztje (2010)[2]

## Főbb publikációi
- Belső-Somogy növényföldrajzi tagolódása és homoki vegetációja (1958)
- Az erdő élete (1961)
- A Zselic erdői és kapcsolatuk a nyugat-balkáni bükkösökkel (1964)
- Növényvilág az Egyenlítőtől a sarkokig (1968)
- Kuba geobotanikájának alapjai (1973)
- Kubában térképeztünk (1974)
- Plantas Cubanas amenazadas o extinguidas (1983)
- A Zselic erdei (1984)
- Vegetation Dynamics of the Savannization Process of Cuba (1989)
- Phytogeography and Vegetation Ecology of Cuba (1991, 1996)
- A zárvatermők fejlődéstörténeti rendszere (első kiadás 1993, majd 1995, 1998, 2002)
- A magyar flóra szociális magatartás típusai, természetességi és relatív ökológiai értékszámai (1993)
- Gondolatok és kételyek: az Ősmátra-elmélet (1997)
- Növényi társadalmak szerkezete és működése új megvilágításban (1997)
- Vörös könyv Magyarország növénytársulásairól I–II. (társszerk., 1999)
- Gaia zöld ruhája (2002)
- Magyarország növénytársulásai (2003, online 2005)
- Rubiáceas de México (2006)
- Magyarország növényföldrajza új megvilágításban; MTA, Bp., 2006 (Székfoglalók a Magyar Tudományos Akadémián)
- A zárvatermők rendszertana molekuláris filogenetikai megközelítésben (2008)
- A növényvilág evolúciója és a darwini fejlődéselmélet (2009)
- Borhidi Attila–Kevey Balázs–Lendvai Gábor: Plant communities of Hungary; Akadémia, Bp., 2012
- Rubiáceas de México; Akadémia, Bp., 2012